# 戸倉峠
戸倉峠（とくらとうげ）は、兵庫県宍粟市と鳥取県八頭郡若桜町との間に位置し、両県の県境を成す峠。標高891mで、これは兵庫県及び中国地方の分水嶺では最高地点。

## 概要
- 古くから因幡街道（兵庫県側）及び若桜街道・播州街道（鳥取県側）と称され、播磨国と因幡国、ひいては近畿地方と山陰地方を結ぶ要路であった。その一方、周囲は豪雪地帯で、古くからの難所でもあった。
- 現在は国道29号が、1995年開通の新戸倉トンネル（標高731m、延長1730m）で抜ける。旧国道はもう少し高い地点を戸倉峠トンネル（1955年開通、延長742m）で抜けていたが、道が狭く屈曲している上、積雪による不通で度々悩まされていた。
- 神姫バス及び日ノ丸自動車の特急バスが、1966年以来この峠を経由して姫路駅～鳥取駅間を結んでいたものの、智頭急行の開業（1994年）などを受け、1998年9月限りで休止となっている。
- 北側には、兵庫県最高峰かつ中国地方第二の高峰である氷ノ山（1,510m）が控える。戸倉峠を分水嶺として、兵庫県側へ揖保川水系の引原川が、鳥取県側へ千代川水系の八東川が流れ出る。
- 兵庫県側にはスキー場が多い。

## 通過する交通路
- 国道29号（新戸倉トンネル）
- 旧道（戸倉峠トンネル）
- 林道

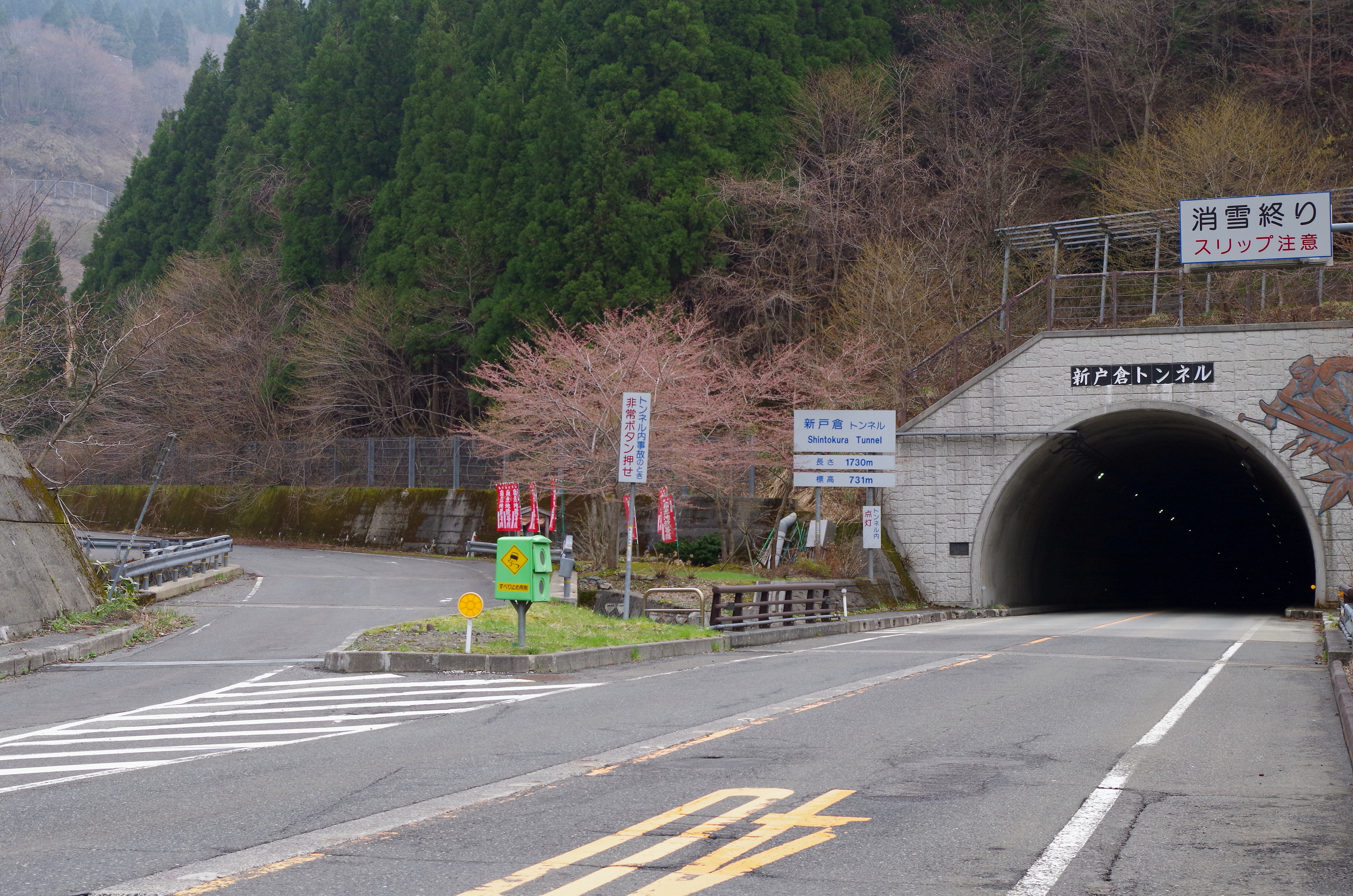
新戸倉トンネル（鳥取県側）
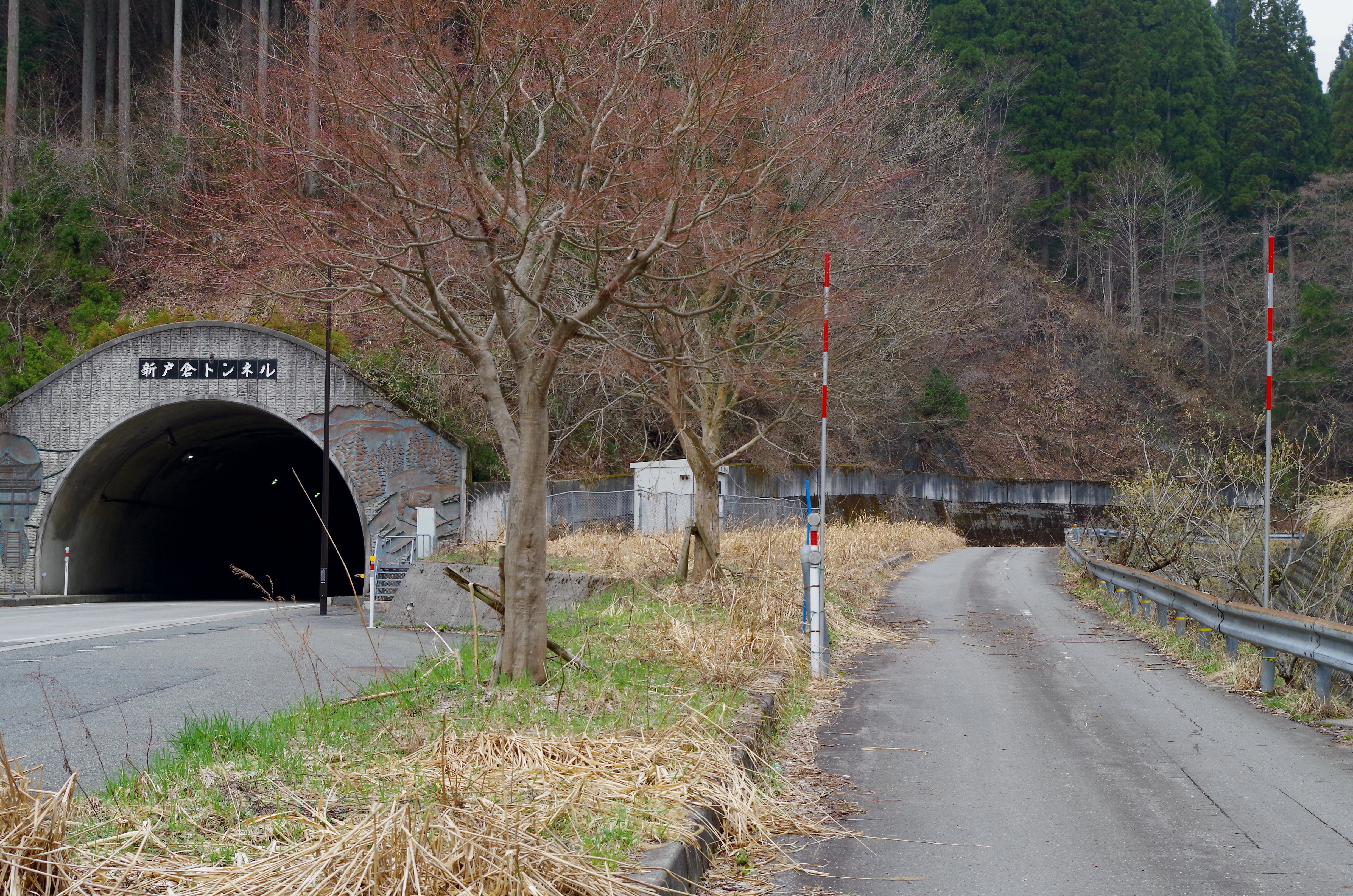
新戸倉トンネル（兵庫県側）
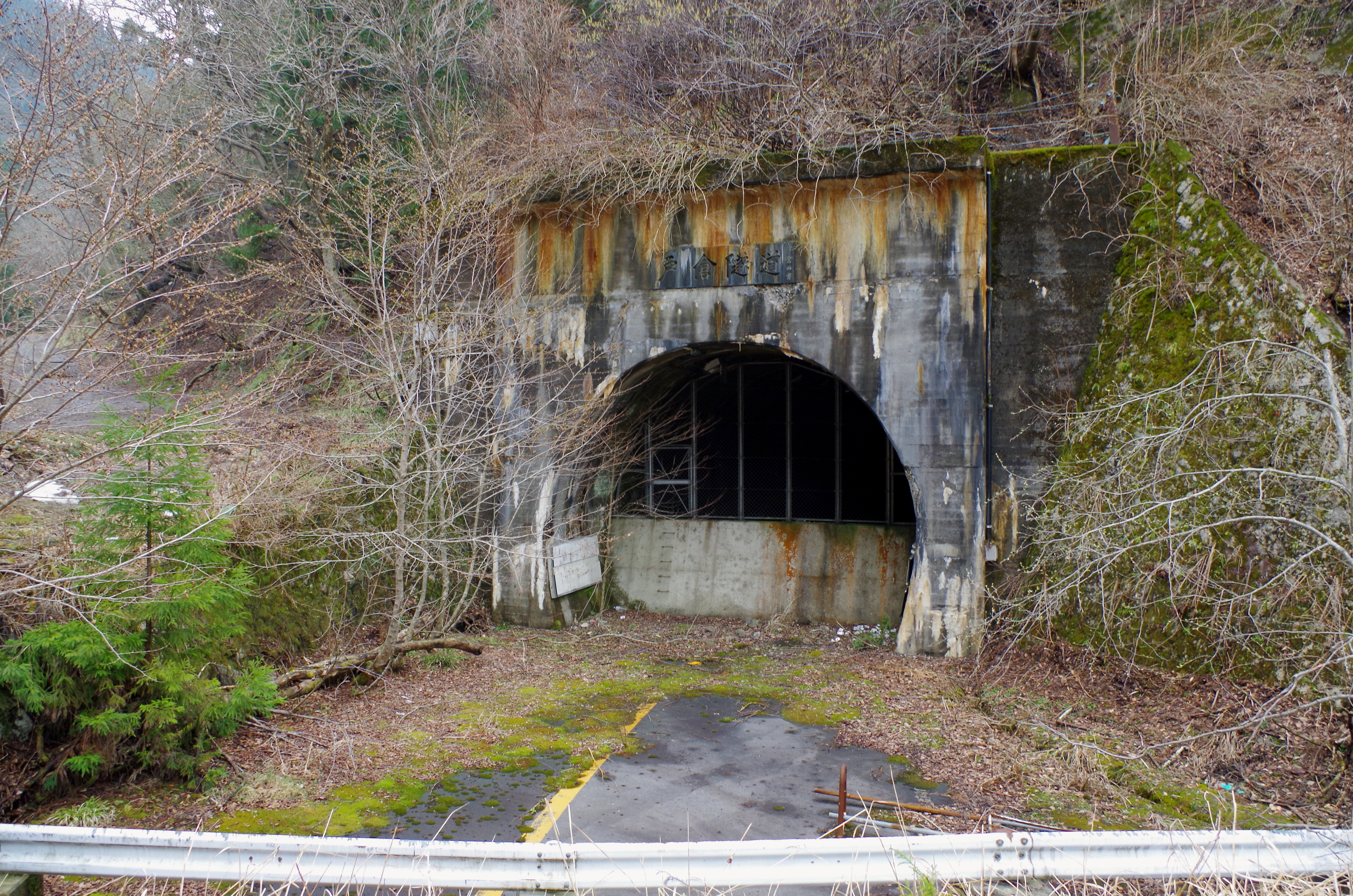
旧戸倉トンネル（鳥取県側）
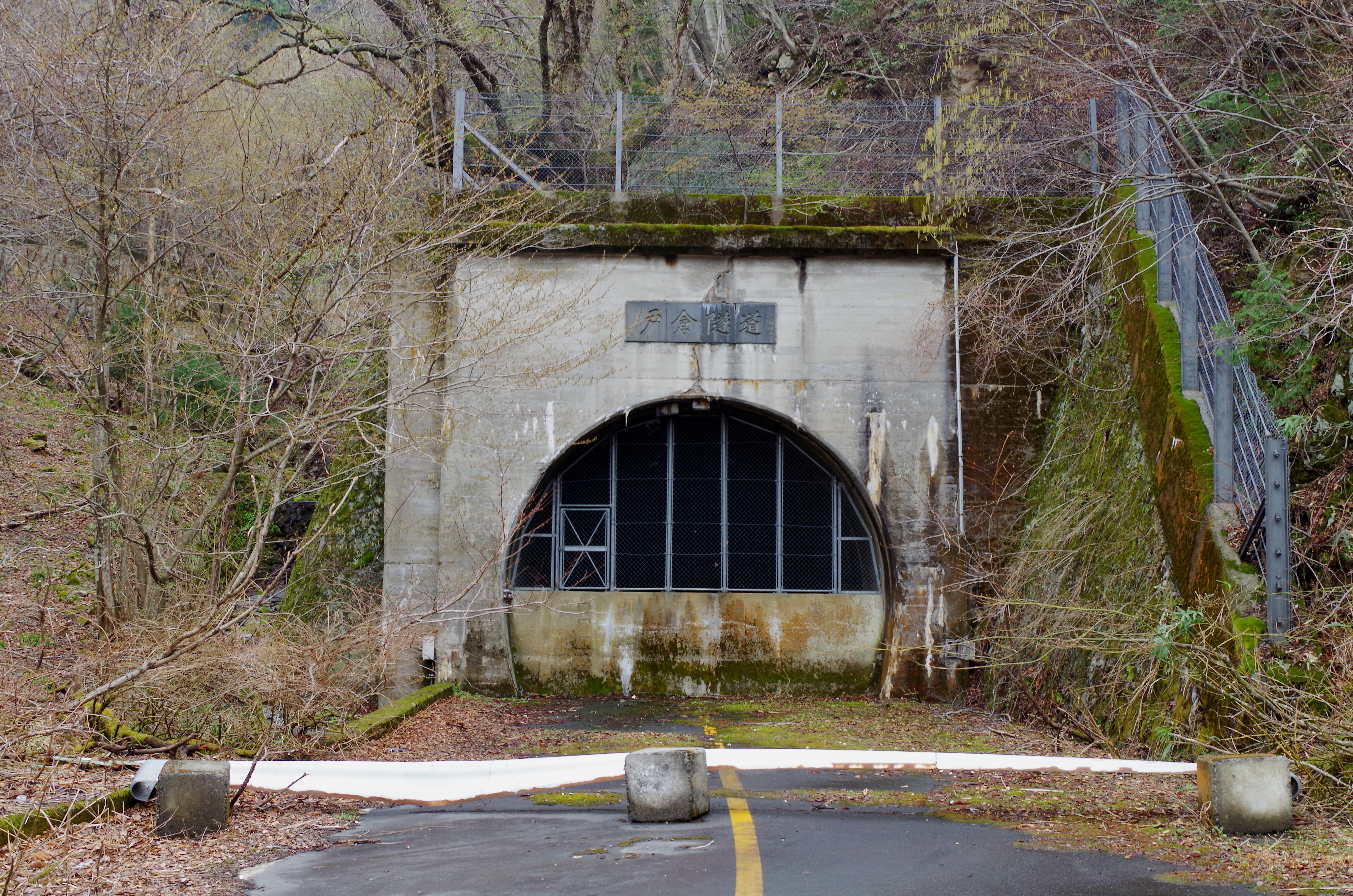
旧戸倉トンネル（兵庫県側）